# Clincher Lake
Der Clincher Lake ist ein See auf Horseshoe Island vor der Fallières-Küste des Grahamlands auf der Antarktischen Halbinsel. Er ist der nördlichste der fünf Seen inmitten des Farrier Col. Die anderen vier sind der Rasp Lake, der Pick Lake, der Puller Lake und der Pritchel Lake.
Das UK Antarctic Place-Names Committee benannte ihn im März 2022 in Anlehnung an die Benennung von Horseshoe Island nach dem englischen Begriff für ein Werkzeug zum Umbiegen eingeschlagener Hufnägel.